# Trnovac (Novi Travnik)
Pour les articles homonymes, voir Trnovac.
Trnovac (en serbe cyrillique : Трновац) est un village de Bosnie-Herzégovine. Il est situé dans la municipalité de Novi Travnik, dans le canton de Bosnie centrale et dans la fédération de Bosnie-et-Herzégovine. Selon les premiers résultats du recensement bosnien de 2013, il ne compte plus aucun habitant.

## Démographie

### Évolution historique de la population
| 1948 | 1953 | 1961 | 1971 | 1981 | 1991 | 2013 |
| ---- | ---- | ---- | ---- | ---- | ---- | ---- |
| -    | -    | 168  | 166  | 134  | 92   | 0    |

|  |

### Répartition de la population par nationalités (1991)
En 1991, les 92 habitants du village étaient tous serbes.